# Scutellinia umbrorum

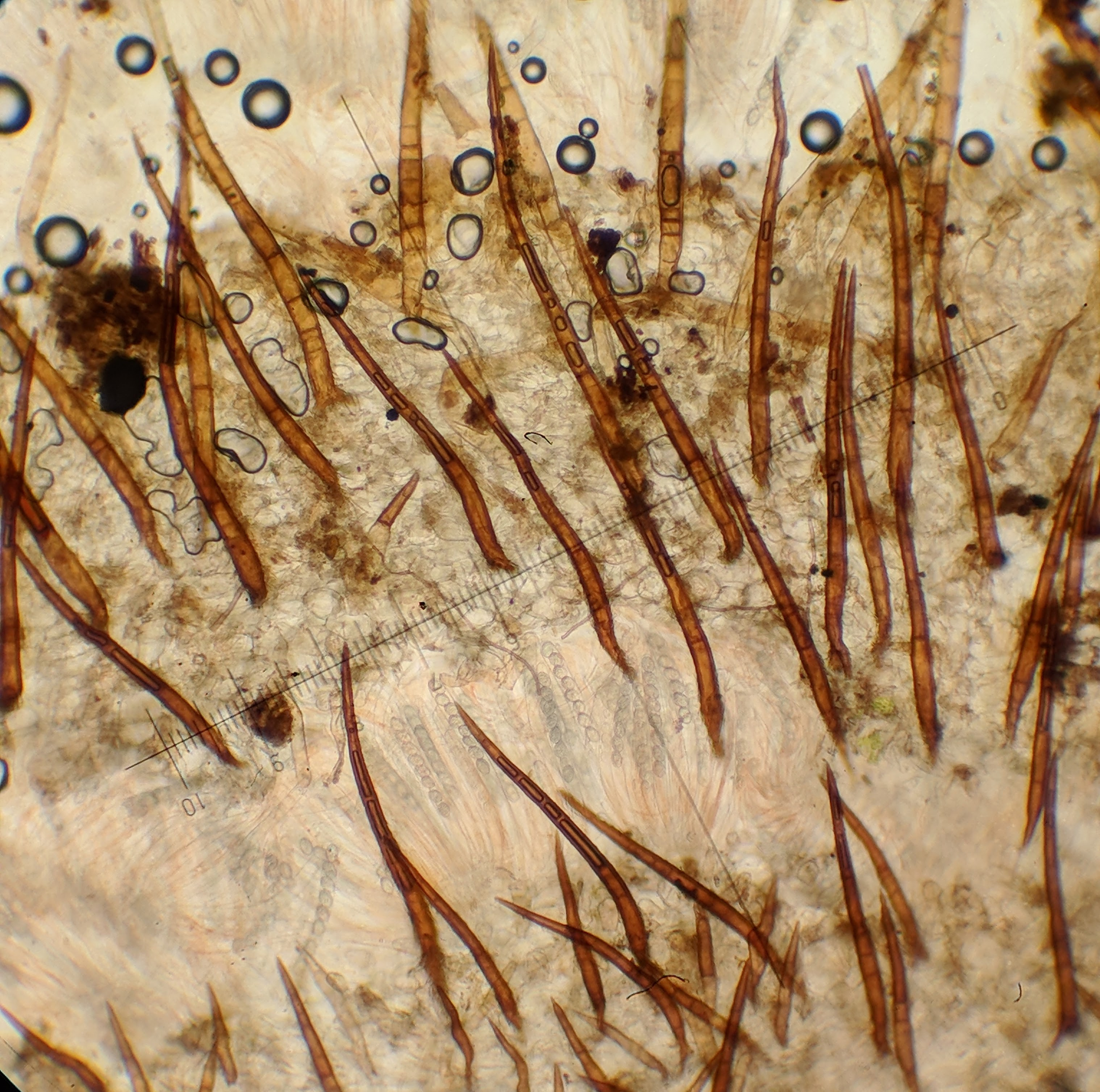
Włoski

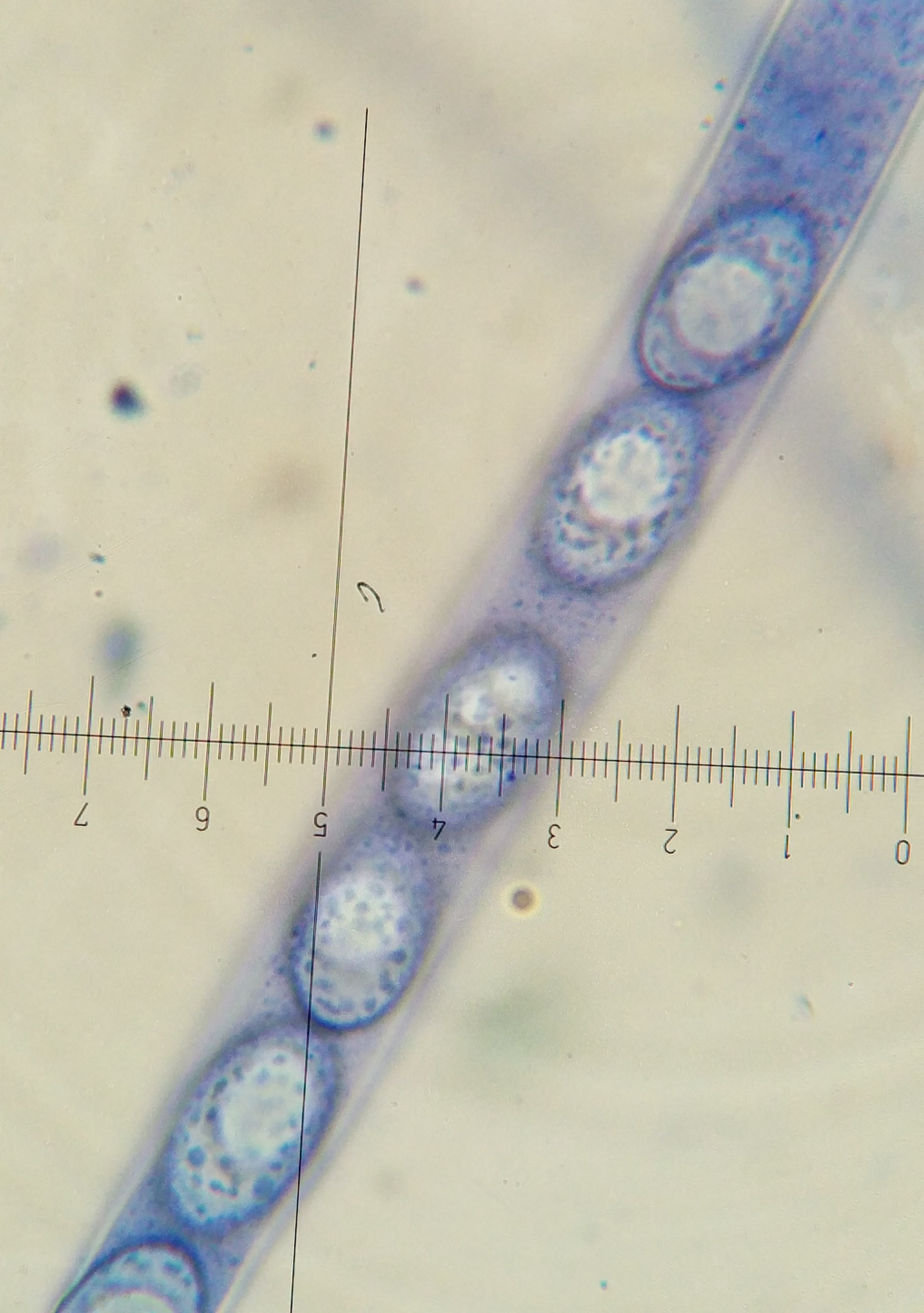
Worek z zarodnikami

Scutellinia umbrorum (Berk. & Broome) Lambotte – gatunek grzybów z rodziny Pyronemataceae.

## Systematyka i nazewnictwo
Pozycja w klasyfikacji według Index Fungorum: Scutellinia, Pyronemataceae, Pezizales, Pezizomycetidae, Pezizomycetes, Pezizomycotina, Ascomycota, Fungi.
Po raz pierwszy opisał go w 1823 r. Elias Fries, nadając mu nazwę Peziza umbrorum. Obecną nazwę nadał mu Jean Baptiste Émil Lambotte w 1887 r. Ma kilkanaście synonimów. Niektóre z nich:.
- Patella umbrorum (Fr.) Seaver 1928
- Scutellinia pseudoumbrarum J. Moravec 1971
- Scutellinia pseudoumbrarum var. kurilensis Kullman 1982

Polska nazwa według M.A. Chmiel.

## Morfologia
Owocnik
Typu apotecjum bez trzonu, o średnicy 4,0–7,7 µm i wysokości i krążkowatym kształcie. Powierzchnia hymenialna gładka, jaskrawoczerwona, powierzchnia zewnętrzna tej samej barwy, brzeg regularny. Włoski obfite, brązowe, na powierzchni zewnętrznej krótkie, na brzegu dłuższe. Zapach znikomy.
Cechy mikroskopowe
Worki cylindryczne, 8-zarodnikowe, jednorzędowe, nieamyloidowe, z nabrzmiałą podstawą, 204,6–302,8 × 13,0–21,5 µm. Askospory elipsoidalne, szkliste, z wieloma gutulami, ornamentowane guzkowatymi brodawkami o wymiarach 1,5–2,5 × 0,5–1,5 µm, Q = 1,3–1,7, Qe = 1,6, objętość 2,191 μm³ bez brodawek. Parafizy cylindryczne, septowane, u nasady rozwidlone, inkrustowane żółtoczerwonym barwnikiem, z pogrubionym wierzchołkiem 5,0-1,8 µm. Włoski grubościenne, septowane, ze spiczastym wierzchołkiem, u nasady rozszerzone, pojedynczo rozwidlonw, 257,1–539,2 × 18,8–29,5 µm.
Gatunki podobne
W Polsce występuje około 30 gatunków włośniczek. Wszystkie są morfologicznie bardzo podobne, jedyną różniącą je cechą, którą można dostrzec bez użycia mikroskopu, jest długość rzęsek, nie wystarcza to jednak do rozróżnienia gatunków. Pewne ich rozróżnienie możliwe jest tylko badaniami mikroskopowymi. Scutellinia umbrosum charakteryzuje się elipsoidalnymi zarodnikami, ich grudkowato-brodawkowatą, niesiatkową ornamentacją, izolowanymi brodawkami o wymiarach 2,5 × 1-2 µm. Podobny gatunek Scutellinia heterosculpturata ma mniejsze zarodniki, 18,8–21,7 × 11,1–13,5 µm.

## Występowanie i siedlisko
Występuje w Ameryce Północnej, Środkowej i Południowej, w Europie i Azji. W Europie występuje na całym obszarze, z wyjątkiem Europy Południowo-wschodniej. Występuje również w Polsce, a najbardziej aktualne stanowiska podaje internetowy atlas grzybów. Znajduje się w nim na liście gatunków zagrożonych i wartych objęcia ochroną.
Naziemny i nadrzewny grzyb saprotroficzny.